# Князєв Ігор Володимирович
Ігор Володимирович Князєв (рос. Игорь Владимирович Князев; 27 січня 1983, м. Електросталь, СРСР) — російський хокеїст, захисник.
Вихованець хокейної школи «Спартак» (Москва). Виступав за «Спартак-2» (Москва), «Спартак» (Москва), «Ак Барс» (Казань), «Лоуелл-Лок Монстерс» (АХЛ), «Спрингфілд Фелконс» (АХЛ), «Хімік» (Воскресенськ), «Хімік» (Митищі), «Кристал» (Електросталь), «Динамо» (Москва), «Витязь» (Чехов), ХК МВД, «Крила Рад» (Москва), КЛХ «Їндржихув-Градец», «Крила Столиці» (Москва), «Лада» (Тольятті), «Титан» (Клин), ХК «Рязань», ТХК (Твер).
У складі молодіжної збірної Росії учасник чемпіонату світу 2002. У складі юніорської збірної Росії учасник чемпіонатів світу 2000 і 2001.
Досягнення
- Переможець молодіжного чемпіонату світу (2002)
- Переможець юніорського чемпіонату світу (2001), срібний призер (2000).

Нагороди
- Найкращий захисник молодіжного чемпіонату світу (2002)